# Državna cesta D412
D412 je državna cesta u Hrvatskoj. Ukupna duljina iznosi 0,3 km.